# Tantum ergo (Bruckner, 1845, WAB 32)
Tantum ergo, WAB 32, ist die erste von acht Vertonungen des von Anton Bruckner komponierten Hymnus Tantum ergo.

## Geschichte
Bruckner komponierte die Motette im Herbst 1845 am Ende seines Aufenthalts in Kronstorf oder zu Beginn seines Aufenthalts im Stift St. Florian.
Die Originalhandschrift, die dem Stift St. Florian gewidmet war, wird im Archiv des Stifts aufbewahrt. Eine Abschrift des Bruckner-Schülers Oddo Loidol befindet sich im Archiv des Stifts Kremsmünster.
Die Motette wurde zuerst ohne die „fakultativen“ Takte als Pange lingua von Wöss, Universal Edition, zusammen mit der Vexilla regis im Jahr 1914 publiziert – der Grund, warum Grasberger sie als WAB 32 nach dem Pange lingua, WAB 31 setzte. Die vollständige Fassung des Werks ist in Band XXI/7 der Gesamtausgabe enthalten.

## Musik
Das Werk von 38 Takten (36 Takte + ein 2-taktiges Amen) in D-Dur ist für gemischten Chor a cappella geschrieben. Die Takte 23–34, die Bruckner als „fakultativ“ setzte, wurden in der Erstausgabe gestrichen.
Dieses frühe Tantum ergo, das ein Gefühl von engelhafter Reinheit vermittelt, ist im Stil von Schubert. Auf den konventionellen ersten Teil in D-Dur folgt ein zweiter Teil, der über die mittlere Tonart fis-Moll zur Coda in D-Dur zurückführt.

## Diskografie
Die erste Aufnahme des Tantum ergo erfolgte 1993:
- Joseph Pančik, Prager Kammerchor: Anton Bruckner: Motetten / Choral-Messe – CD: Orfeo C 327 951 A – erste Strophe der gekürzten Partitur

Es gibt etwa zehn Aufnahmen, davon fünf mit der vollständigen Originalbesetzung:
- Jonathan Brown, Ealing Abbey Choir: Anton Bruckner: Sacred Motets – CD: Herald HAVPCD 213, 1997
- Erwin Ortner, Arnold Schoenberg Chor: Anton Bruckner: Tantum ergo – CD: ASC Edition 3, herausgegeben vom Chor, 2008
- Sigvards Klava, Latvian Radio Choir: Bruckner: Latin Motets, 2019 – CD Ondine OD 1362
- Tristan Meister, Jugendchor Hochtaunus: Nightfall – Sacred Romantic Part Songs – CD Rondeau ROP6180, 2019
- Andrew Lucas, St Albans Cathedral Choir: Bruckner – Motets – CD: LC 18236, 2022